# مجموعة بركة الدوائية
مجموعة بركة الدوائية هي شركة صيدلانية إيرانية عامة تأسست في عام 2010، تحت عنوان شركة تدبير للتكنولوجيا الدوائي الجديدة. تقدم الشركة الخدمات من خلال التعاون بين المؤسسات القائمة على المعرفة وعلماء علم الأدوية في جميع أنحاء العالم. توفر الشركة 14 في المائة من جميع الأدوية الأساسية في البلاد من خلال فروعها الـ 25. تنتج الشركة 700 نوع من المنتجات في قطاع الأدوية وتقدمها داخليًا. أنشَأت مجموعة بركة الدوائية كأول مركز متخصص لبحوث العقارات والأدوية في إيران، كما تم تطويرها من خلال بناء مصانع أدوية متطورة، تسمى مدينة بركة الدوائية. تتوافق مجموعة بركات مع جميع المعايير الصيدلانية الشائعة مثل إدارة الغذاء والدواء ومنظمة الصحة العالمية وأوروبا والشرق الأوسط وأفريقيا. «العلاج بالخلايا»، إنتاج «أدوية الببتيد»، «بحث و تطوير وتجهيز النباتات الطبية»، إنشاء «متحف الطب الإيراني الإسلامي» بالإضافة إلى مشاريع «المواد الصلبة وشبه الصلبة» هي الأنشطة الرئيسية للمجموعة. في 4 ديسمبر 2016، تم إدراج شركة بركات للصناعات الدوائية بتمويل 340 مليار ريال كشركة 506 لبورصة طهران.

## استثمار
في 5 فبراير 2017، تم إطلاق 340 مليون سهم من مجموعة بركات الدوائية لأول مرة في بورصة طهران في مجموعة المواد والمنتجات الصيدلانية. بحلول هذا التاريخ، كان 50٪ من مساهمي الشركة أشخاصًا طبيعيين. وفقًا لباقري نجاد، نائب مدير الأبحاث والتطوير بالشركة، تم تعريف 800 مليار تومان كاستثمار، لخطة التطوير الخمسية الثانية للشركة. أيضا، من أجل تحقيق دعم القطاع الخاص، تم إطلاق صندوق للبحث والتطوير للاستثمار الجريء (VC). من الممكن أيضًا استثمار أكثر من 5 مليارات دولار في مدينة بركات الدوائية بكامل طاقتها.
وقعت مجموعة بركات للأدوية عقود استثمار مع 30 شركة طبية وشركات رعاية صحية محلية في قطاع الرعاية الصحية. حتى الآن تم عقد ثلاثة عقود بين شركات الأدوية من سويسرا والمملكة المتحدة والدنمارك لإنتاج الأدوية كان عقد الاستثمار المباشر بقيمة 70 مليون يورو مع شركة صيدلانية دانماركية في عام 2015 وعقد بقيمة 15 مليون دولار مع شركة سويسرية في عام 2016 من بين أهم هذه العقود.

## مدير
المدير الإداري الحالي لمجموعة بركة الدوائية هو حميد رضا جمشيدي وهو حاصل على درجة شهادة الدكتوراه في الصيدلة من جامعة اصفهان وشهادة ما بعد الدكتوراه في علم الأعصاب من جامعة ألبرتا، كندا.

## أنشطة
أحد أنشطة مجموعة بركة للصناعات الدوائية هو بناء مدينة صيدلانية مساحتها 200 هكتار. أيضا «العلاج بالخلايا» عن طريق إنتاج خمسة منتجات لعلاج أمراض الجلد والقلب والتهاب المفاصل في الركبة، وإنتاج «أدوية الببتيد» التي تستخدم في علاج الأمراض عالية الجرعة مثل التصلب المتعدد وأمراض الدم والسرطان، «بحث و تطوير وتجهيز النباتات الطبية»، من أجل استخدام القدرات المحلية ومنع بيع المواد الخام والدخول إلى الأسواق العالمية، و«متحف الطب الإيراني الإسلامي» لإظهار دور العلماء الإيرانيين في الطب، وكذلك مشاريع «المواد الصلبة وشبه الصلبة» لزيادة إنتاج المنتجات الصيدلانية المختلفة، هي من بين الأنشطة الأخرى لمجموعة بركات الدوائية.

### العلاج بالخلايا

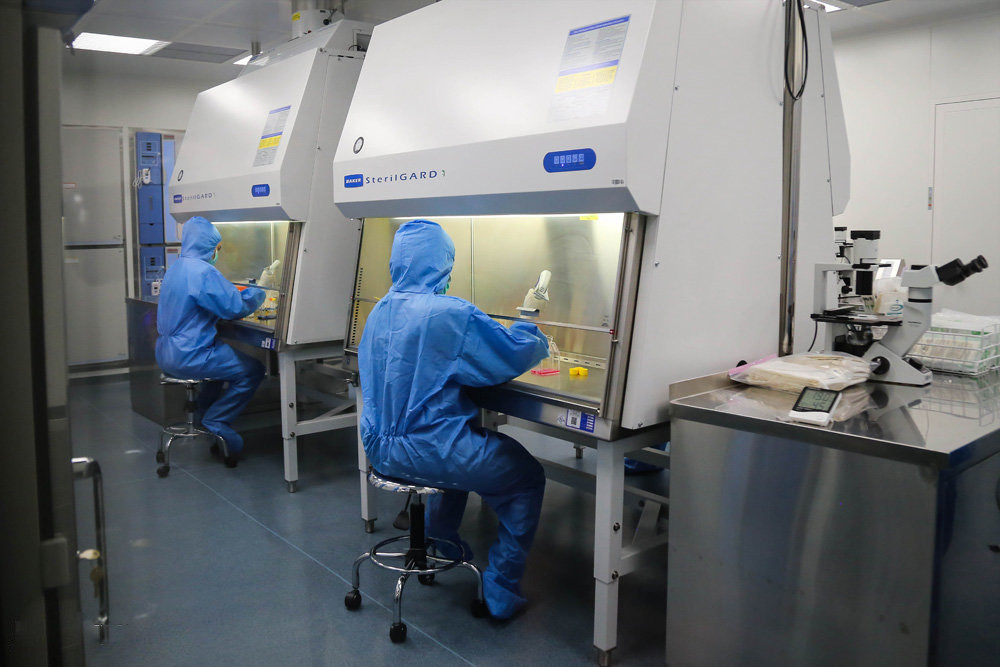
البيئة والعاملون في أول مصنع لإنتاج الخلايا البشرية في غرب آسيا في شركة «سل تك فارمد».

في 15 مايو 2018، تم افتتاح أول مصنع لإنتاج الخلايا الجذعية في غرب آسيا (Cell Tech Pharmed) بحضور وزير الصحة والتعليم الطبي حسن قاضي زاده هاشمي، والنائب الأول لرئيس إيران إسحاق جهانغيري. المصنع الذي أنشأته شركة بركة للصناعات الدوائية ومعهد رويان، هو شركة تابعة لمجموعة بركة الدوائية وهي شركة تأسست عام 2014 للعمل على الخلايا الجذعية، والتكنولوجيا الحيوية، وتكنولوجيا النانو والمستحضرات الصيدلانية. كما أنها تصنع منتجات مثل مونوكل، ريكوليرسال، خلية رينوديرم، وما إلى ذلك والتي تستخدم لعلاج أمراض القلب والأوعية الدموية والجلدية والهيكل العظمي المختلفة.

### الأدوية المضادة للسرطان
من أجل توفير الأدوية المضادة للسرطان في البلاد، تم إنشاء «شركة سبحان لمنتجات العلاج الكيميائي» (شركة سبحان للأورام، تحت إشراف مجموعة بركات الدوائية) في عام 2002،  وتم إطلاقها في فبراير 2010 بمعايير عالمية. يتمثل النشاط الرئيسي للشركة في إنتاج الأدوية لعلاج مرضى السرطان. إنها أول شركة مصنعة للمنتجات المضادة للسرطان في الشرق الأوسط. يتم توزيع منتجات الشركة الصيدلانية في جميع أنحاء البلاد ويتم تصديرها أيضًا إلى 10 دول أخرى. تنتج شركة سبحان للأورام الأدوية المضادة للسرطان في شكل أدوية عن طريق الفم وحقن. كما أن استخدام تقنية النانو في إنتاج مضادات السرطان يحسن توصيل الدواء ويزيد من فعاليته في الأنسجة السرطانية ويقلل من الآثار الجانبية للعلاج.

### لقاح كورونا

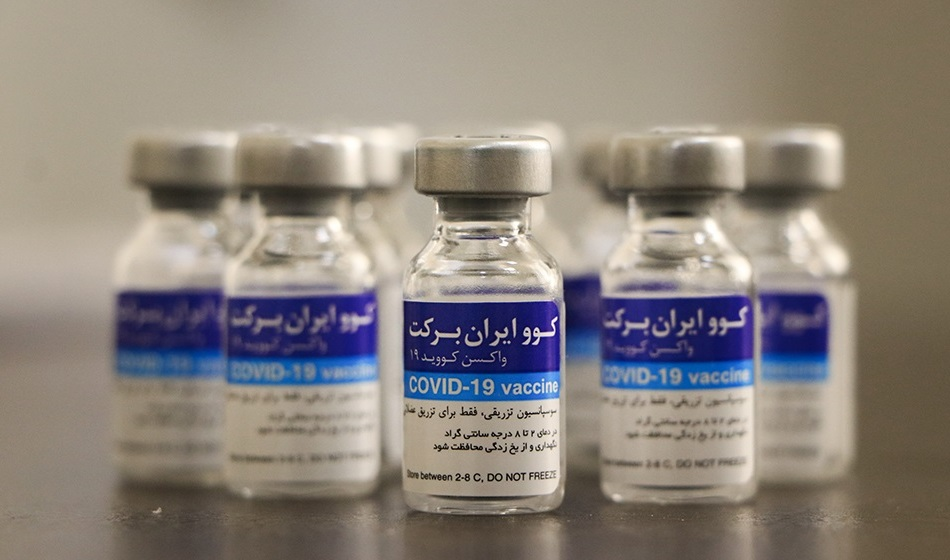
کوف ایران بركة

أنتجت مجموعة بركة الدوائية (شركة شفا فارميد) لقاح كورونا وهذا اللقاح المسمى «لقاح کوف ایران بركة» هو أول لقاح إيراني لفيروس كورونا. اكتمل اللقاح بالفعل من المرحلة الثانية والثالثة من التجارب السريرية؛ وفي أبريل 2021، وصلت إلى المرحلة النهائية من الاختبار البشري. وبحسب رئيس فريق إنتاج اللقاح الإيراني، فإن التجارب تظهر فاعلية هذا اللقاح في تحييد فيروس كورونا الإنجليزية متحولة.

## مدينة بركة الدوائية
مدينة بركة الدوائية هي مدينة متخصصة للأدوية والبحوث والتي تم تسجيلها كأول منطقة صناعية للأدوية وأول منطقة صيدلانية اقتصادية خاصة في البلاد. يقع الموقع في ساوجبلاغ على مساحة 200 هكتار، في مقاطعة البرز، على بعد 60 كم من طهران ومصمم من قبل استشاريين دوليين وعلى أساس أحدث معايير مدن الصناعات الدوائية في العالم. يتمثل أحد الأهداف الرئيسية لإنشاء مجمع بركة للصناعات الدوائية في جذب ملياري دولار لتمويل مجموعة واسعة من الاحتياجات الطبية والصيدلانية، بما في ذلك الأدوية الحيوية، والمعدات الطبية، وأدوات التشخيص المختبري، ومواد تغليف الأدوية. يتم توفير منتجات الشركة الصيدلانية محليًا وتصديرها إلى الخارج. تعد التقنية العالية والقدرة على تقديم خدمات وابتكارات جديدة للمجتمع هي المؤشرات الرئيسية لقبول الشركات في مدينة بركة للصناعات الدوائية. وفقًا لنجفي، حاكم البرز، قدم هذا الموقع أكثر من 7000 فرصة عمل مباشرة.

### القدرات
في منطقة بركة الاقتصادية الصيدلانية الخاصة، يُتوقع توفير المساحة المناسبة لنشر شركات تصنيع الأدوية في مجالات البحث والتطوير والحاضنات والمعرفة والمعالجة بالخلايا والتكنولوجيا الحيوية والعلاج الجيني وتنقية الدم والبلازما واللقاحات، وكذلك شركات الأدوية والمستودعات المركزية. تضم مدينة بركة الدوائية أيضًا مصنعًا خلويًا بمشاركة معهد رويان في مجال العلاج الخلوي وجامعة صيدلة دولية في درجة الدكتوراه بهدف توفير الموظفين المتخصصين والباحثين وخبراء الرعاية الصحية.

### الاعشاب الطبية
أعلن محمدي، مدير شركة البرز للصناعات الدوائية، عن استثمار بقيمة ملياري دولار في إنتاج الأدوية العشبية من قبل مؤسسة بركة. تحقيقًا لهذه الغاية، فإن المنطقة المتخصصة في الطب والتقنيات الصحية قيد الإنشاء في مدينة بركة للصناعات الدوائية. وحدد أيضًا إنتاج منتجات الصحة الطبيعية كمهام جديدة لمؤسسة بركة، والتي تتبع إنتاج الأدوية العشبية من خلال إطلاق صندوق البحوث والتكنولوجيا.

### متحف حديقة الأعشاب الطبية

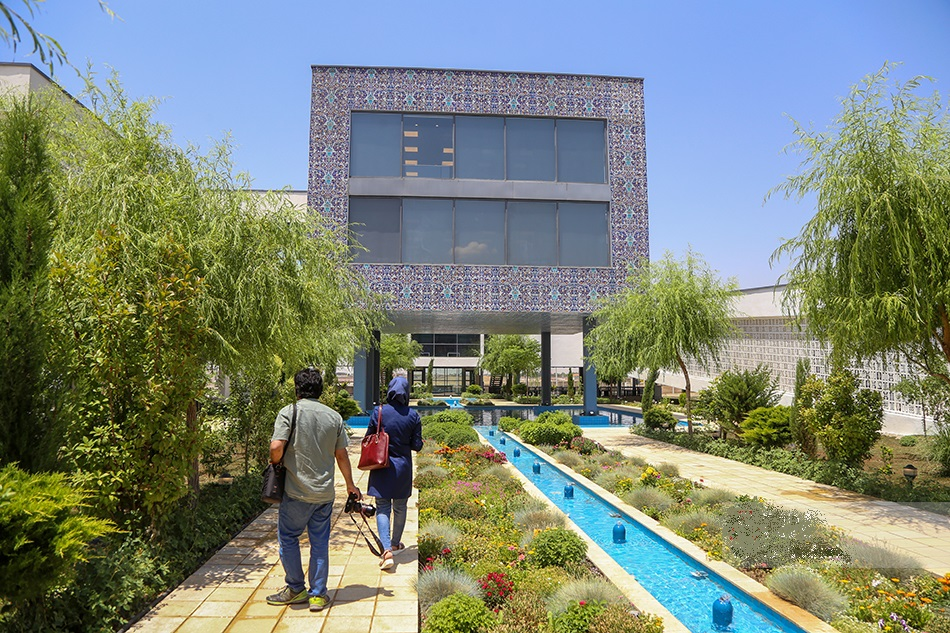
مبنى متحف حديقة الأعشاب الطبية في مجموعة بركات الدوائية

متحف حديقة الأعشاب الطبية، الذي يقع في مدينة بركة الدوائية، هو مكان لتقديم وعرض إنجازات الطب والنباتات الطبية في إيران. تم افتتاح الموقع في عام 2006 على مساحة 10000 متر مربع. يقدم متحف الحديقة تنوع وتعدد وفوائد وخصائص النباتات الطبية وتاريخ البحث في النباتات الطبية وتاريخ الطب وقدرات النباتات الطبية الإيرانية والطب التقليدي في إيران للحركة العلمية القادمة. لهذا الغرض، تم إنشاء أقسام مختلفة لعرض قضايا العلوم الطبية مثل الجداول الزمنية والأطباء والمستشفيات والأدوات الصغيرة وصالات العرض والمكتبات والأدوات الكبيرة والعطور والنباتات الطبية. في عام 2016، فاز المشروع بلقب قسم مجموعة إدارة المباني الثقافية العامة في جائزة العمارة الداخلية الإيرانية.